# Ibagué
Ibagué är en kommun och stad i Colombia.   Den ligger i departementet Tolima, i västra delen av landet, 130 km väster om huvudstaden Bogotá. Antalet invånare i kommunen är 498 401.
Staden grundades 14 oktober 1550 och centralorten hade 485 570 invånare år 2008.